# Playa de Mogro
La playa de Mogro o de Usil está situada en el municipio de Miengo, en la comunidad autónoma de Cantabria, España.